# Lieselotte Friedlaender
Lieselotte Friedlaender (* 4. Mai 1898 in Hamburg; † 18. Dezember 1973 in Berlin) war eine deutsche Pressezeichnerin, Modezeichnerin, Gebrauchsgrafikerin und Malerin. Sie gilt als eine der bekanntesten Modeillustratorinnen der Weimarer Zeit.

## Leben
Lieselotte Friedlaenders Vater Konrad war Korvettenkapitän, ihr Großvater war der Philologe und Altertumsforscher Ludwig Friedländer, Georg Dehio war ihr angeheirateter Onkel. Ihre Eltern zogen 1909 nach Berlin, wo sie ihre erste künstlerische Ausbildung bei Hermann Sandkuhl erhielt. Ab 1913 lernte sie in der Zeichenklasse Georg Tappert an der privaten Wilmersdorfer Kunstschule, von 1916 bis 1918 war sie an der Kunstgewerbeschule Kassel und dann wieder in Berlin an der Kunstgewerbeschule Charlottenburg bei Edmund Schaefer. Ab 1921 assistierte sie im Atelier des Werbegrafikers Lucian Zabel (1893–1936). Als Modezeichnerin hatte sie einen ersten Auftrag für ein Schnittmusterheft beim Ullstein-Verlag, als Zeichnerin wurde sie in den Zeitschriften Lustige Blätter, Uhu, Elegante Welt und Styl gedruckt. Ab 1922 arbeitete sie dann regelmäßig für den „Moden-Spiegel“, einer Beilage des Berliner Tageblatts im Mosse-Verlag. Dessen ästhetische Erscheinung prägte sie mit ihren Titelillustrationen und als Redaktionsmitglied neben Ola Alsen und Ruth Götz maßgeblich. Ihre Illustrationen erreichten durch die hohe Abonnementenschaft des Tageblattes einen sehr großen Bekanntheitsgrad und prägten die mediale Rezeption des neuen, selbstbewussten und sportlichen Frauentyps der 20er Jahre. In dieser Hauptphase ihres Schaffens, den Zwanziger Jahren, zeichnete Friedlaender nicht nur für die Presse, sondern hatte auch Aufträge als Buchillustratorin sowie als Werbegraphikerin für IG Farben, Tretorn-Schuhe und „Etam-Strümpfe“. Auch porträtierte sie mit Rosa Valetti, Asta Nielsen, Conrad Veidt und Lilly Flohr einige Filmstars der 1920er Jahre. Ihre Tätigkeiten kamen durch die Weltwirtschaftskrise ins Schwanken. Der Durchbruch der Pressefotografie Mitte der 1920er Jahre veränderte den Stellenwert der Pressezeichnung und schließlich trieb das politisch durchgesetzte Frauenbild des Nationalsozialismus die Frauen aus den Berufen.
Friedlaender wurde bereits 1933 wegen ihrer jüdischen Vorfahren aus dem Verlagshaus Mosse entlassen und hatte Berufsverbot, da sie erst nach einer Fürsprache 1938 in die Reichskunstkammer aufgenommen wurde. Im Jahr 1934 war sie für kurze Zeit in Schutzhaft. Sie versuchte sich mit Gelegenheitsarbeiten auch als Kostüm- und Bühnenbildnerin über Wasser zu halten, nun unter dem Geburtsnamen ihrer Mutter als Lilo Madrian und anderen Pseudonymen. Da die deutsche Kriegsführung zur Bombardierung Hamburgs und Berlins führte, musste sie 1943 nach Kirchdorf in der Provinz Hannover ausweichen, wo sie bis 1949 lebte. Gezwungenermaßen hatte sie nicht nur ihren Namen, sondern auch ihren erkennbaren Malstil in eine traditionelle Richtung ohne schöpferische Inspiration geändert, und ihre Sujets wurden Landschaften, Blumenstillleben und Porträts der Dorfbewohner. Ihr Lebenspartner in den 1930er Jahren, der Zeichner Gunter Katzke, fiel im Krieg. Zurück in West-Berlin hatte sie in den 1950er Jahren nur noch sporadische Aufträge als Gebrauchsgrafikerin, etwa für ein Berliner Bekleidungskaufhaus und für Lux-Zigaretten, an ihre Erfolge vor der Zeit des Nationalsozialismus konnte sie nicht mehr anknüpfen, dafür fehlten ihr die Kraft und die geflohenen und umgebrachten Kollegen.
Die Berliner Schauspielerin Ciliane Dahlen-Friedländer war ihre Adoptivtochter.